# Центар за неговање традиционалне културе „Абрашевић” Крагујевац
Центар за неговање традиционалне културе „Абрашевић” је један од културних центара у Крагујевцу и установа културе од националног интереса као једини центар ове врсте у Србији. Налази се у улици Др Јована Ристића 15.

## Историјат
Центар за неговање традиционалне културе „Абрашевић” је основан 2006. године од стране града Крагујевца и правни је и уметнички следбеник КУД-а „Абрашевић” основаног 1905. Садржи ансамбл народних песама и игара, омладински фолклорни ансамбл, дечији фолклорни ансамбл, школу народних игара, народни оркестар, позориште младих са драмском сценом, реч театром и театром поезије, књижевни клуб „Абрашевић”, певачку групу „Архаика”, певаче солисте, издаваштво и продукцију Центра. Броји око петсто чланова разврстаних у више секција. Основна делатност Центра је извођачка уметност, циљ је неговање традиционалне културе и уметности Срба и осталих народа који живе у Србији, као и чување и неговање традиционалне културе и представљање богатства културне баштине на сценама широм Србије и иностранства. Гостовали су у више од тридесет земаља света и извели су више хиљада уметничких програма, представа, сценских приказа, књижевних програма и концерата.

## Награде
Добитници су бројних награда и признања, неки од њих су орден заслуга за народ другог реда 1955, орден братства и јединства 1975, плакете Савеза удружења бораца Народноослободилачког рата Југославије 1977, награде за двоструког победника на Европском фестивалу фолклора у Анкони 1979. и 1985, плакете Социјалистичког савеза радног народа Југославије „25. август” и награде за првака света на Међународном фестивалу фолклора у Дижону 1982, Вукове награде 1985, златног и сребрног крста Црвеног крста Југославије, плакете града Крагујевца, признања ГТО-а Крагујевац, грамате Епископа шумадијског Јована, награде за балканског победника на Фестивалу фолклора Волос 1989, награде за троструког победника на Балканском фестивалу фолклора у Охриду, награде за најбољи ансамбл на Међународном фестивалу фолклора Карпати 2003 и 2005, награде за деветоструког првака државе на Фестивалу фолклорних ансамбала Србије, бронзаног Вршачког венца на Међународном фестивалу фолклора у Вршцу, награде за победника фестивала „Јасеничког прело” 2011, 2015. и 2018, златног и два сребрна опанка, награде за победника „Џивџан феста” у Врњачкој Бањи 2018. и награде за најбољу изведбу „Тодорица” 2019. године. Њихов народни оркестар је више пута проглашаван за најбољи у Србији, а добитник је и већег броја признања на међународним фестивалима.